# Iwona Mozer-Lisewska
Iwona Halina Mozer-Lisewska – polska pediatra, dr hab. nauk medycznych, profesor i kierownik Katedry i Kliniki Chorób Zakaźnych, Hepatologii i Nabytych Niedoborów Odporności Wydziału Lekarskiego Uniwersytetu Medycznego im. Karola Marcinkowskiego w Poznaniu.

## Życiorys
Obroniła pracę doktorską, 22 listopada 2006 habilitowała się na podstawie pracy zatytułowanej Wybrane aspekty immunopatogenezy przewlekłych wirusowych zapaleń wątroby typu B i C u dzieci. 18 kwietnia 2011 nadano jej tytuł profesora w zakresie nauk medycznych. Objęła funkcję profesora zwyczajnego Katedry i Kliniki Chorób Zakaźnych, Hepatologii i Nabytych Niedoborów Odporności na II Wydziale Lekarskim Uniwersytetu Medycznego im. Karola Marcinkowskiego w Poznaniu.
Piastuje stanowisko profesora, a także kierownika w Katedrze, oraz Klinice Chorób Zakaźnych, Hepatologii i Nabytych Niedoborów Odporności na Wydziale Lekarskim Uniwersytetu Medycznego im. Karola Marcinkowskiego w Poznaniu.

## Odznaczenia
- Złoty Krzyż Zasługi (2008)[3]
- Krzyż Kawalerski Order Odrodzenia Polski (2020)[4]